# Meió Szecuna
Meió Szecuna (セーラープルート) más néven Sailor Pluto (セーラーヴィーナス; Szérá Purúto, ’magyar változatban Plútó tündér’) kitalált karakter, a Sailor Moon japán anime és manga sorozat egyik főszereplője. Az emberi neve Meió Szecuna (冥王 せつな), a magyar változatban Sylvana, civilben főiskolai hallgató, de képes átváltozni Sailor Szensi harcossá. Sailor Pluto először a második történetívben jelenik meg, mint harcos, a polgári alakja azonban nem mutatkozik a harmadik sorozatig. Pluto hatalmai az időre és az alvilágra vonatkoznak, gyakran ábrázolják őt úgy, mint aki a téridő kapujánál őrködik, hogy engedély nélkül senki ne hajthasson végre időutazást.

## A szereplő
Karaktere egészen a második évad végéig nem kerül bemutatásra. Ő az a harcos, akivel Csibiusza kapcsolatba lép a Luna P-jén keresztül. Pluto rajong Csibiuszáért és előszeretettel hívja őt Small Lady-nek, így utalva a kislány hercegnői mivoltára. Csibiusza általában Puu-nak becézi a harcost.
A harmadik történetben elhagyja az idő kapuját, hogy képességeivel segítse a többi harcost, bár ennek a mangában és az animében más története van (a mangában Neo-Queen Serenity feltámasztja őt, az animében egyszerűen csak megengedi, hogy elhagyja az őrhelyét). Ezután egyetemistaként tanul fizikát. Civilben is jóval idősebb a többieknél, huszonéves. A személyisége távolságtartó és magányos, mindazonáltal következetesen szeretetet mutat a kis Csibiusza felé, valamint később Micsiruval és Harukával együtt neveli Hotarut.
Ő az egyetlen harcos, akinek emberi mivolta némiképp megkérdőjeleződik, hiszen a mangában úgy utalnak rá, mint Kronosz isten leányára, aki szintén isteni képességekkel vigyázza a teret és az időt.
Pluto pontos képességeit és tudását csak homályosan határozzák meg, bár pontosan emiatt főleg az animében körbelengi a mindentudás érzete. Például feltehetően tudatában volt, hogy a két külső holdharcos, aki a talizmánokat kereste, valójában magában hordozta azokat, de mégsem tájékoztatta őket erről, és hagyta, hogy a kutatás hevében veszélybe sodorják magukat és másokat is. Képessége talán abból ered, hogy belelát az időbe.
A sorozatban relatíve keveset szerepel, és a többi külső holdharcossal szemben segítőkésznek mutatkozik Sailor Moon-ék küzdelmei iránt. Később segít a többieknek kinyomozni CsibiCsibi kilétét. A mangában Sailor Mercury mentoraként is láthatjuk, mint egy nagyon bölcs harcost.
Sailor Pluto megjelenése sokkal sötétebb a kezdeti alakjában (főleg a mangában), mint egy kreol bőrű, fekete egyenruhás alvilági harcos. Később kijelentik, hogy ő Kronosz lánya. Így ő az egyetlen harcos, akit valamiféle istennőnek is tartanak. A törvényeket nagyon szigorúan veszi, így képes lett volna megölni Sailor Moon-ékat is, csak azért, mert a tiltott időutazást használták. Luna szerint ő egy magányos harcos, akinek erejét és tudását senki nem tudja felbecsülni.
A mangában és a Sailor Moon musical-ekben Sailor Pluto viszonzatlan szerelmet táplál Endymion király iránt. Ez teljesen nyiltan kerül említésre az Onna nincs Ronsou  ("Woman's Conflicts") című dalban. A mangában ez a vonzalom csak  úgy vehető észre, hogy Pluto elpirul, ha Endymion király szól hozzá.
Pluto képes megállítani az időt, habár ez a negatív következmények miatt szintén a tiltott hatalmai közé tartozik. Mindazonáltal mint a második számú szabályt (hogy soha ne hagyja el az őrhelyét) ugyancsak megszegi, mikor Sailor Neptune és Uranus életveszélybe kerülnek. Míg a két másik harcos az alattuk levő épületre teleportál, Pluto egy dimenzionális résbe esik és sokáig nem kerül felszínre. (Az animében egy egész szezon erejére eltűnik.) Bizonytalan, hogy a hatalom természetes miatt történt ez, vagy büntetésként tévedt el a repedésben, mert használta az erejét.
A mangabeli és az animebeli Sailor Pluto között egy történeti érdekesség is megfigyelhető, mely befolyással van a későbbiekre is. A mangában önfeláldozó módon megmenti a világot a pusztulástól, saját élete árán, aminek hatására Black Lady visszaváltozik Csibiuszává. Az animében a harmadik évad végén áldozza fel magát, hogy megmentse harcostársait. Később azonban mindkét történetben feltámad és harcol  is. Ez valószínűleg annak köszönhető, hogy Pluto egyszerre tud az időben több helyen is jelen lenni, azáltal, hogy uralja az időt.

## Megjelenések és formák
Mint olyan szereplő, aki különböző inkarnációkkal rendelkezik és különlegesen hosszú élettel, Sailor Pluto több különféle, egymástól sokszor teljesen elütő megjelenéssel látható a sorozatban.

### Sailor Pluto
Szecuna harcos alakja. Az egyenruhája a fekete és lilászöld szín kombinációját viseli magán. Első megjelenésekor nem hord kesztyűket, a nyakláncán pedig ékszer függ. Külső jegyei - beleértve a magasságát és a pontos frizuráját is - némileg módosulnak, ami annak is köszönhető, hogy az időben alakjai kisebb változásokon tudnak keresztülmenni. Titulusai között szerepel a Változás Katonája, a Megváltás Harcosa, de leginkább az Idő Őrzője. Ő hordozza a Garnet Rod nevű, kulcs formájú botot, aminek tetején a Garnet Orb (Garnet gömb) nevű drágakő található, a külső holdharcosok három titokzatos talizmánja közül az egyik. Ez a gömb a második évad során teljesen másként néz ki, némi zavart okozva ezzel. A mangában néha egy láncot hord a dereka körül, amelyen kulcsok függenek.
Sailor Pluto uralma képes drámai változásokat előidézni térben és időben. Eredendően a tér és idő kapujánál állt, hogy felügyelje a használatát. Három tabut kapott, szabályokat, amiket nem szeghet meg: senki nem utazhat át az időn, nem hagyhatja őrizetlenül a Kaput és soha, semmilyen körülmények között nem állíthatja meg az időt. Ha mégis megteszi elveszíti az életét. Ahogy előrehalad a történet, Sailor Pluto mindhárom tabut megszegi.
A manga során háromszor, az animében kétszer kap új erőt és képességeket.

### Plútó hercegnő
Az Ezüst Millennium alatt a saját bolygója hercegnője volt, a Khárón kastélyban élt, és elsődleges feladataként a Naprendszert védelmezte a kívülről érkező támadásokkal szemben. Fekete ruhát hordott, ahogyan az az eredeti manga 41. fejezetéhez mellékelt kiegészítő képen is megjelenik.

## Képességei és készségei
Szecuna nem mutat fel különleges hatalmakat civil formájában. Előbb át kell változnia harcossá, a „Pluto Planet Power, Make-up!” felkiáltás segítségével. Az animében nincs olyan részletességgel kidolgozva az alakváltása, mint a belső harcosoké: kecsesen egy időhomok-kört húz maga köré, amiből sugarak törnek fel, lemosva a testéről a civil ruhát és felöltve rá a harcosi egyenruhát.
Sailor Pluto ereje inkább köthető a Szaturnusz bolygóhoz, mitológiai okokból, valamilyen oknál fogva ugyanis képességeit, ha hűek lennénk a klasszikus görög-római mítoszoknak, Sailor Saturn kellene, hogy birtokolja. Első támadásai az alvilághoz köthetők, alapképessége, a "Dead Scream" nevű fénygömb pusztító erővel hagyja el botját. Támadásait kandzsival kell írni, ellentétben a harcosok java részével. A mangában különféle egyéb képességekkel is rendelkezik, például a támadó "Chronos Typhoon" és a védekező "Garnet Ball".
Sailor Pluto ereje elég nagy, hogy valóban megállítsa az időt. A mangában ezt először akkor demonstrálja, mikor így állítja meg Gyémánt herceget a Black Moon Clan-ból, hogy az nehogy a világ pusztulását okozza a múltbeli és a jövőbeli Ezüstkristály együttes jelenlétével. Az animében hasonlóképpen menti meg Sailor Uranus-t és Neptune-t egy helikopter-robbanásból. Mindkét esetben az életével fizet a varázslatáért, de később újra reinkarnálódik. Emellett képes bezárni más dimenziókba nyíló kapukat is. Így a harmadik történetben, amikor Sailor Saturn kérésére örökre bezárja a hasadékot, ami Pharaoh 90 világába nyílt. Ez volt a „Dark Doom Close”.

## Karaktere
Szecunáról nem sok minden derül ki, a többi harcoshoz képest, legalábbis nem a manga történetéből. Kedvteléseiről csak utalásokból és széljegyzetekből tájékozódhatunk. Kedvenc iskolai tárgya a fizika, főként az elméleti fizikát kedveli, emellett kedveli a zöld teát is. Kedveli a szabást is, és arról álmodik, hogy sikeres divattervező legyen. Szeret vásárolni, utálja a csótányokat, a padlizsánt, és a zeneórákat. Mindezek azonban soha nem szerepeltek egyik történetben sem, vagy ha igen, egyáltalán nem voltak hangsúlyosak vagy észrevehetők.
Szecuna vezetéknevét kandzsival írja, a 冥 (mei = sötét) és 王 (ó = király) jelekkel. Nevének jelei kiadják a Plútó bolygó japán nevét, a Meiószeit (冥王星). Keresztnevét hiraganával írja (せつな), aminek a jelentése lehet "pillanat" is. A „szecuna” kifejezést ismeri a buddhizmus is, a „szecunáj” pedig azt jelenti: fájdalmas. A francia-magyar változatban Sylvana volt a civil identitásának a neve.

## Megformálói
A karakter eredeti japán hangja Kavasima Csijoko volt, az angol változatban pedig Sabrina Grdevich és Susan Aceron. A magyar változatban a karakter, fontos szerepe ellenére, nem kapott állandó szinkronhangot, és eseti jelleggel kapott hangokat. Köztük szerepel Kökényessy Ági, Biró Anikó, Hirling Judit, valamint a rajongók által a karakterhez leginkább illőnek tekintett Németh Borbála.
A musicalekben nyolc színész alakítja őt: Hoszoki Miva, Szaitó Rei, Kamija Juki, Nakazava Szeiko, Vatanabe Terujo, Hoszaka Júko, Nakae Jukiko, és Jokoi Miho. A karakter nem szerepel az élőszereplős sorozatban.